# Вільям Дейна
Вільям Харві «Білл» Дана (англ. William Harvey «Bill» Dana), альтернативне написання прізвища — Дейна; 3 листопада 1930, Пасадена, штат Каліфорнія — 6 травня 2014 року) — американський льотчик-випробувач НАСА.
З 1965 по 1968 роки перебував в групі випробувачів ракетоплана Х-15, на якому здійснив 16 польотів. З них 2 пройшли на висоті понад 50 миль, що за класифікацією ВВС США трактується як космічний політ, однак НАСА офіційно назвало його астронавтом лише 23 серпня 2005 року.
Також брав участь у випробуваннях апаратів M2-F1, M2-F2, M2-F3, HL-10, X-24A і X-24B.

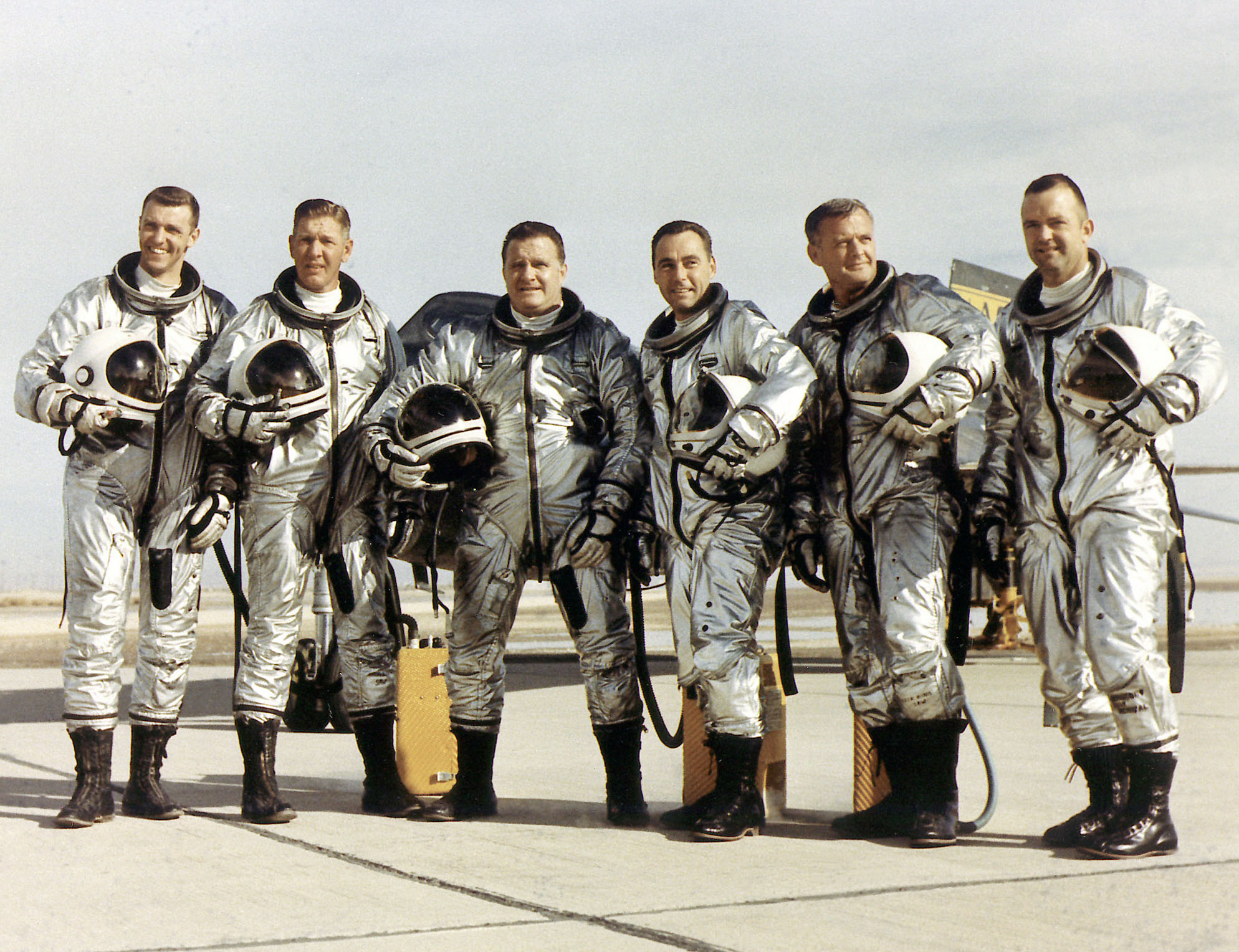
Члени X-15 льотний екіпаж, Зліва направо: Енгл, Рошуорт, Маккей, Найт, Томпсон, і Дани.

## Кар'єра
Отримав ступінь бакалавра наук у Військовій академії США в 1952 році. Служив чотири роки пілотом у ВПС США. Приєднався до НАСА 1 жовтня 1958 року після отримання ступеня магістра наук в області авіаційного машинобудування — закінчив Університет Південної Каліфорнії.
У 1962 році пішов у відставку з ВПС США, разом з Нілом Армстронгом, аби літати як тест-пілот X-15-го.
З 1965 року здійснив на Х-15 16 вильотів, в яких досяг максимальної швидкості 6272 км/год або 5:53 махи і максимальною висотою 93,5 км.
Наприкінці 1960-х і в 1970-х випробував типи NASA M2-F1, Northrop HL-10, Northrop M2-F3 і Мартін-Марієтта X-24B. Був льотчиком-випробувачем на F-15 HIDEC і F/A-18 великих кутах атаки дослідницької програми.
З 1986 по 1998 рік працював інженером льотно-дослідницького центру НАСА.